# 나빈 앤드루스
나빈 윌리엄 시드니 앤드루스(Naveen William Sidney Andrews, 1969년 1월 17일 ~ )는 영국의 배우이다. 영화 영국 환자의 킵이나 미국의 텔레비전 드라마 시리즈 로스트의 사이드 자라를 맡은 것으로 잘 알려져 있다.

## 출연

### 영화
- 2007년: 브레이브 원 (The Brave One) - 데이빗 역
- 2007년: 플래닛 테러 (Planet Terror / Grindhouse : Double Feature) - 애비 박사 역
- 2004년: 신부와 편견 (Bride and Prejudice)
- 2003년: 이지 섹스, 이지 러브 (Easy) - 존 역
- 2002년: 롤러볼 (Rollerball) - 샌제이 역
- 1998년: 마이티 조 영 - 핀디 역
- 1996년: 카마수트라 (Kamasutra) - 라이 싱 역
- 1996년: 잉글리쉬 페이션트 (The English Patient) - 킵 역

### 드라마
- 2004년 ~ 2010년: 로스트 (LOST) - 사이드 자라 역
- 2012년: 신드바드 (Sinbad) - 아크바리 역